# Municipio de East Nelson
El municipio de East Nelson (en inglés: East Nelson Township) es un municipio ubicado en el condado de Moultrie en el estado estadounidense de Illinois. En el año 2010 tenía una población de 1055 habitantes y una densidad poblacional de 11,11 personas por km².

## Geografía
El municipio de East Nelson se encuentra ubicado en las coordenadas 39°33′56″N 88°32′3″O / 39.56556, -88.53417. Según la Oficina del Censo de los Estados Unidos, el municipio tiene una superficie total de 95 km², de la cual 92,92 km² corresponden a tierra firme y (2,19 %) 2,08 km² es agua.

## Demografía
Según el censo de 2010, había 1055 personas residiendo en el municipio de East Nelson. La densidad de población era de 11,11 hab./km². De los 1055 habitantes, el municipio de East Nelson estaba compuesto por el 99,72 % blancos, el 0,09 % eran amerindios, el 0,09 % eran asiáticos y el 0,09 % eran de una mezcla de razas. Del total de la población el 0,95 % eran hispanos o latinos de cualquier raza.